# Tan Chun Seang
Tan Chun Seang (* 22. September 1986 in Kedah) ist ein malaysischer Badmintonspieler. 

## Karriere
Tan Chun Seang gewann 2007 sowohl die Singapur International als auch die Vietnam International. Bei den Südostasienspielen 2007 erkämpfte er sich Bronze mit dem malaysischen Team. In der Saison 2011/2012 spielt er in der Badminton-Bundesliga für den PTSV Rosenheim.

## Sportliche Erfolge
| Saison | Veranstaltung           | Disziplin    | Platz | Name                            |
| ------ | ----------------------- | ------------ | ----- | ------------------------------- |
| 2007   | Singapur International  | Herreneinzel | 1     | Tan Chun Seang                  |
| 2007   | Vietnam International   | Herreneinzel | 1     | Tan Chun Seang                  |
| 2007   | Südostasienspiele       | Herrenteam   | 3     | Malaysia                        |
| 2012   | Bulgaria Open           | Herreneinzel | 1     | Tan Chun Seang                  |
| 2012   | Bulgaria Open           | Herrendoppel | 1     | Tan Chun Seang / Roman Zirnwald |
| 2012   | Norwegian International | Herreneinzel | 2     | Tan Chun Seang                  |